# Мурунза
Мурунза — название местности в землях мещеры, упоминаемое в качестве древнего в «Истории государства Российского» Н. М. Карамзина при описании основания Еленой Глинской города Мокшана (фактически Темникова).

## В литературе
Малышкин А. Г. «Мокшан — древняя столица Мордовского царства — Мурунза…»